# Encantamento de serpentes

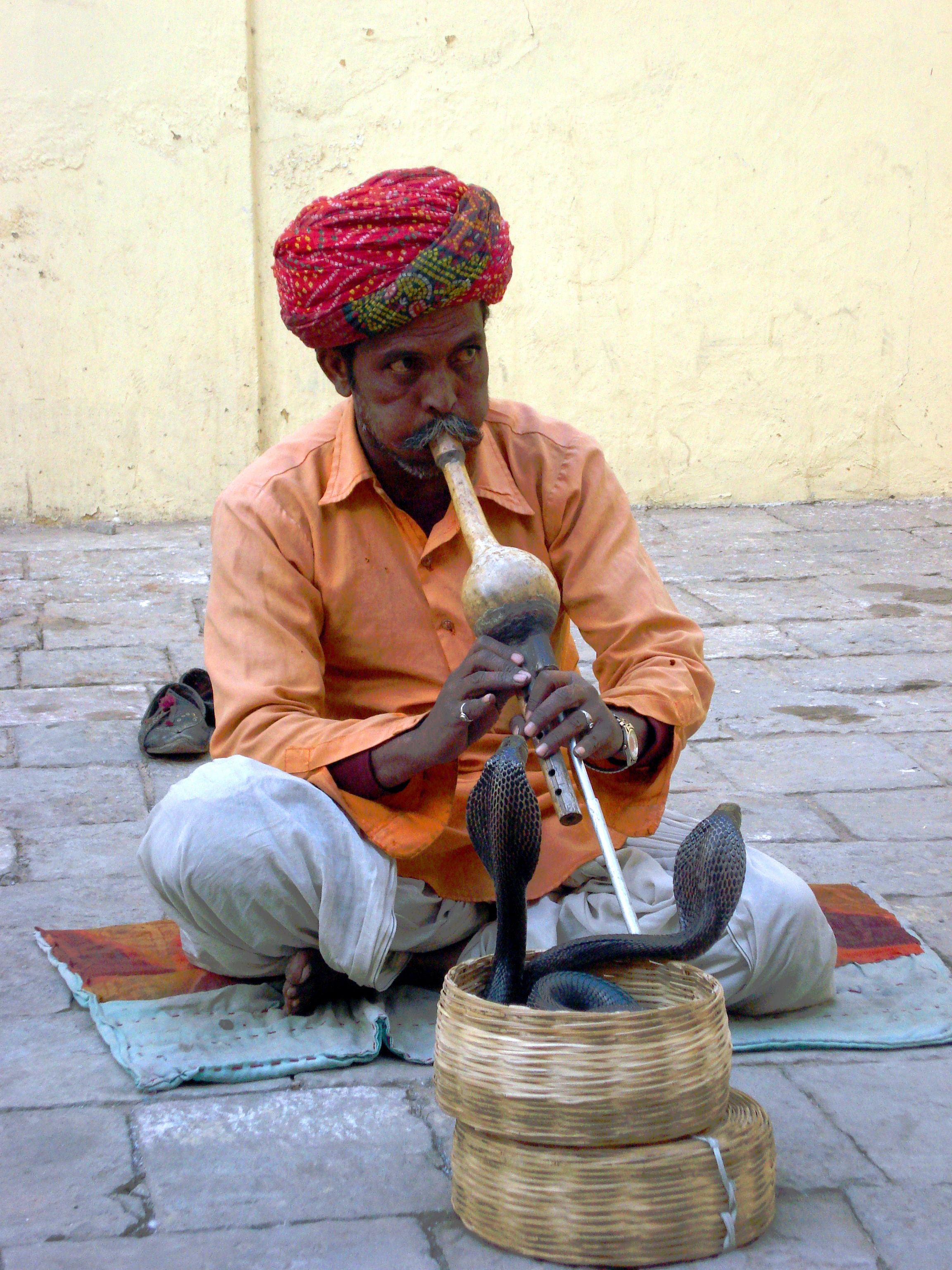
Encantamento de serpentes nas ruas de Jaipur, no ano de 2007.

Encantar serpentes é a prática de hipnotizar serpentes apenas tocando um instrumento musical, geralmente de sopro, como uma flauta, por exemplo. A prática é realizada por artistas de rua, sendo mais comum na Índia, apesar de noutros países como Bangladesh, Sri Lanka, Tailândia e Malásia existirem também encantadores de serpentes.
Ainda que as cobras possam ouvir, são surdas aos sons envolventes mas sentem as vibrações do solo. A flauta do encantador seduz a cobra pela sua forma e movimentos, e não pela música que emite. Muitas vezes os encantadores passam urina de rato na flauta para a serpente "procurar" a presa.